# أمريكيون تايلانديون
أمريكيون تايلانديون (التايلانديون: ชาว อเมริกัน เชื้อสาย ไทย ؛ يشار إليهم سابقًا باسم الأمريكيون السياميون) هم الأمريكيون الذين جاء أو أجدادهم من تايلاند.

## التاريخ في الولايات المتحدة
ووفقا لبيانات MPI، هناك 253585 شخص تايلاندي هاجر إلى الولايات المتحدة أول دولة اعتبارا من عام 2016، تأليف 0.0057٪ من جميع المهاجرين في تلك السنة. عند مقارنة البيانات من بيانات MPI بمكتب الإحصاء الأمريكي ، هناك تناقضات كبيرة بين إجمالي السكان الحاليين. وفقًا لتعداد الولايات المتحدة ، يوجد حاليًا 300319 شخص تايلاندي يعيشون في الولايات المتحدة اليوم ، بهامش خطأ يبلغ +/- 14،326.

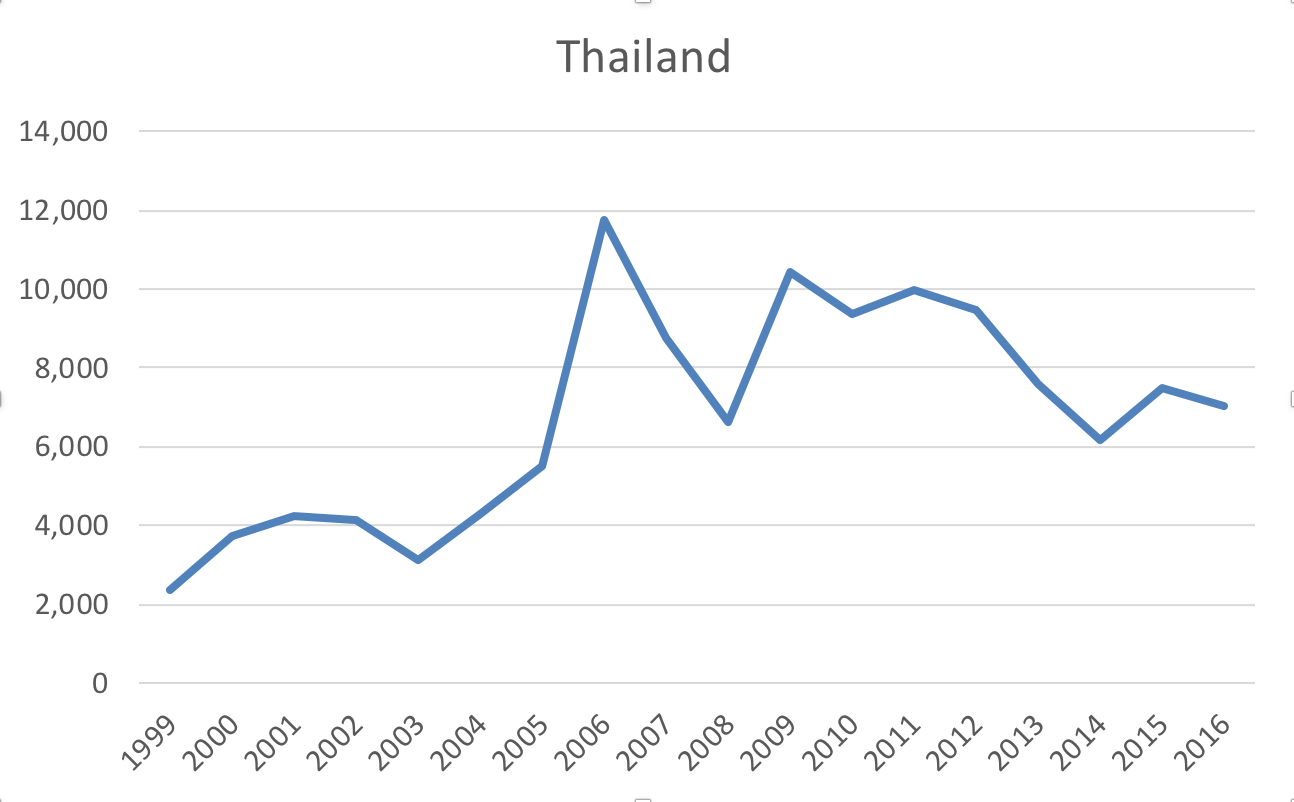
Data Compiled from MPI Data Hub

بدأت الهجرة التايلاندية إلى الولايات المتحدة ببطء شديد. لقد بدأت بشكل جدي خلال وبعد حرب فيتنام ، التي كانت فيها تايلاند حليفة للولايات المتحدة وفيتنام الجنوبية. تشير السجلات إلى أنه في العقد بين عامي 1960 و 1970 ، هاجر حوالي 5000 تايلندي إلى الولايات المتحدة. في العقد التالي ، ارتفع العدد إلى 44000. من عام 1981 إلى عام 1990 ، انتقل حوالي 64،400 مواطن تايلاندي إلى الولايات المتحدة.
يمكن التعبير عن الاتجاه العام للهجرة التايلاندية بخطى ثابتة ثابتة نسبياً باستثناء الذروة في عام 2006 ، والتي تمثل حل البرلمان التايلاندي في فبراير وانقلاب لاحق في سبتمبر التالي. من عام 2007 إلى عام 2008 ، تراجعت الأرقام إلى معدلها المعتاد حتى عام 2009 ، الذي استمر عامًا من الاضطرابات العسكرية والسياسية بسبب الانفصال بين الجيش الملكي الملكي والحكومة الديمقراطية المنشأة حديثًا عام 2006.
وفقا لتعداد عام 2000 كان هناك 15093 التايلانديين في الولايات المتحدة. في عام 2009 ، ذكر 304،160 من سكان الولايات المتحدة أنفسهم التايلانديين.